# Zeta Lupi
Zeta Lupi (ζ Lupi, förkortad Zeta Lup, ζ Lup), som är stjärnans Bayer-beteckning, är en dubbelstjärna i södra delen av stjärnbilden Vargen. Den har en kombinerad magnitud av 3,41 och är väl synlig för blotta ögat där ljusföroreningar ej förekommer. Baserat på parallaxmätning inom Hipparcosuppdraget på ca 27,8 mas, beräknas den befinna sig på ett avstånd av ca 117 ljusår (36 parsek) från solen.

## Egenskaper
Primärstjärnan Zeta Lupi A är en gul till vit jättestjärna av spektralklass G7 III och befinner sig i röda klumpen, vilket anger att den genererar energi genom fusion av helium i dess kärnområde. Den har en massa som är 2,3 gånger solens massa, en radie som är ca 10 gånger solens radie och avger ca 53 gånger mer energi än solen från dess fotosfär vid en effektiv temperatur på ca 5 300 K.
Zeta Lupi är en sannolik dubbelstjärna, och år 2013 hade stjärnparet en vinkelseparation på 71,20 bågsekunder vid en positionsvinkel på 68,8°. Följeslagaren Zeta Lupi B har en skenbar magnitud på 6,74.